# Ramón Sánchez Díaz
Ramón Sánchez Díaz (Reinosa, 1869-Madrid, 1960) fue un escritor, periodista y conferenciante español.

## Biografía
Nació en Reinosa en 1869. Descrito por Ossorio y Bernard como un escritor y conferenciante santanderino, fue colaborador del semanario Barcelona Cómica (1895), El País (1902), Vida Nueva, La Correspondencia de España (1903), El Noroeste (Gijón, 1903) y El Globo (Madrid, 1903). Sánchez Díaz, que quedó un tanto en el olvido historiográfico, falleció en 1960 en Madrid.